# Гирич, Игорь Борисович
Игорь Бори́сович Гирич (род. 23 сентября 1962, Киев УССР СССР) — советский и украинский журналист и историк. Доктор исторических наук (2015).
Шеф-редактор журнала «Достопримечательности Украины: история и культура» (2011—2015).

## Биография
В 1987 окончил вечернее отделение исторического факультета Киевского национального университета имени Т. Г. Шевченко.
С 1979 по 1989 год работал в Центральном государственном историческом архиве Украины. С 1989 года получил должность младшего научного сотрудника Археографической комиссии АН УССР. В 2002 году был назначен заведующим отделом. С 2006 года стал старшим научным сотрудником Института украинской археографии и источниковедения имени М. С. Грушевского НАН Украины.
В 1995 году защитил диссертацию на соискание учёной степени кандидата исторических наук по теме «Архив М. Грушевского как источник к изучению деятельности выдающихся личностей украинского движения (М. Грушевский, С. Ефремов, В. Липинский, М. Василенко)».
В 2015 году защитил диссертацию на соискание учёной степени доктора исторических наук.
Принял участие в более чем 25 конференциях (включая международные). В разное время был редактором журналов «Старожитності» (1992—1995), «Генеза», «Український археографічний щорічник», «Пам’ятки України: історія та культура», «Історія в школах України», «Хроніка 2000», «Молода нація», «Україна модерна», «Пам’ять століть». Член-корреспондент Украинской свободной академии наук (с 1998 г.), действительный член Научного общества имени Тараса Шевченко (2005).

## Публикации
Автор более 400 опубликованных статей, среди них:
- До історії топографії Печерської частини Києва (за матеріалами Київської інженерної команди) // Проблеми історичної географії України. — К., 1991.
- Листування М. Грушевського до О. Грушевського // Український історик. — 1991—1992. — Т. 110—115.
- До історії ВУАН: М. Грушевський і А. Кримський // Укр. археогр. щорічник. — Вип. 1. — К., 1992.
- Архів М. Грушевського // Київська старовина. — 1992. — № 1.
- М. Грушевський та В. Антонович: творчі контакти та суспільно-політичні погляди // Академія пам’яті проф. В. Антоновича. — Вип. 1. — К., 1994.
- Щоденник М. Грушевського, 1904—1910 рр. // Київська старовина. — 1995. — № 1.
- М. Грушевський і С. Єфремов на тлі суспільно-політичного життя кін. ХІХ — 20-х рр. XX ст. // Український історик. — 1996. — Т. 128—131.
- Між російським і українським берегами: В. І. Вернадський і національне питання, в світлі щоденника 1917—1921 рр. // Mappa Mundi. — Львів, 1996.
- Епістолярна спадщина М. Грушевського: Покажчик до фонду № 1235 у ЦДІА України у м. Києві. — К., 1996.
- Епістолярна спадщина Михайла Грушевського: (Покажчик до фонду № 1235 у ЦДІА України у м. Києві). — К., 1996. — 108 с.
- Організація М. Грушевським археографічного роботи у львівський період життя і діяльності (1894—1914 рр.) // Український історичний журнал. — 1997. — № 1.
- Київські ідеї і українська справа // Пам’ять століть. — 1998. — № 3.
- М. Грушевський і М. Василенко: До історії творчих контактів // Український археографічний щорічник. — Том 3/4. — К., 1999.
- Державницький напрям і народницька школа в українській історіографії (на тлі стосунків М. Грушевського і В. Липинського) // Михайло Грушевський і українська історична наука. — Львів, 1999.
- «Народництво» та «державництво» в українській історіографії: проблема змістовного наповнення понять // Молода нація. — Ч.4. — К., 2000.
- Видання україномовних епістолярних джерел кін. ХІХ — сер. XX ст.: Методичні рекомендації. — К., 2000 (у співавт.).
- Листи В. Липинського до М. Грушевського: Передмова, тексти, коментарі // Листування Михайла Грушевського. Серія: Епістолярні джерела грушевськознавства. — Т. 2. — К., 2001.
- У тіні В. Липинського (А. Жук як політичний мислитель і дослідник історії визвольного руху) // Молода нація. — 2002. — № 3 (24).
- Щоденник М. Грушевського за 1910 р. // Український історик. — 2002. — Ч.1/4 (152—155)
- М. Грушевський і церква // Український церковний історичний журнал. — 2002. — № 1 (2).
- Політична публіцистика М. Грушевського // Грушевський М. С. Твори: У 50-ти т. — Т. 1. — Львів, 2002.
- Листи В. Липинського до О. Барвінського, М. Вороного, Б. Грінченка, М. Грушевського, В. Доманицького, Д. Донцова, частково В. Дорошенка і А. Жука [підготовка тексту, коментарі] // Липинський В. Листування. — Т. 1. — К., Філадельфія, 2003.
- Публіцистика М. Грушевського на сторінках «Літературно-Наукового Вісника» у 1907—1914 рр. // Грушевський М. С. Твори: У 50-ти т. — Т. 2. — Львів, 2005
- Архів А. Жука як джерело для дослідження українського суспільно-політичного життя поч. XX ст. // До джерел. — Зб. наук. праць на пошану О. Купчинського з нагоди його 70-річчя. — Львів, 2005.
- М. Грушевський та І. Франко: До історії взаємин // Український історичний журнал. — 2006. — № 5.
- Історія України нового часу в сучасній шкільній освіті. — К.: ВД «Стилос», 2009. — 63 с.
- Концептуальні проблеми висвітлення історії України ХІХ-ХХ ст. в сучасних шкільних підручниках: (Збірка газетних і журнальних статей за 2007—2009 рр.). — К.: Грамота, 2009. — 66 с.
- Історичні причини наших поразок і перемог, 2010.
- Чому необхідно переосмислювати минуле? — К., 2010. — 44 с. — (Серія: «Політична освіта» / Фонд Конрада Аденауера. — Вип. 16). — У співавторстві з Ю. Шаповалом.
- Історичні причини наших поразок і перемог. — Львів: Літературна агенція «Піраміда», 2011. — 140 с.
- Київ в українській історії: [Києвознавчі статті]. — К.: Смолоскип, 2011. — 304 с.; іл.
- Концептуальні проблеми історії України ХІХ. — Тернопіль: Навчальна книга — Богдан, 2011. — 224 с.
- Між наукою і політикою. Історіографічні студії про вчених-концептуалістів, 2012.